# Première insurrection kurde irakienne
La première insurrection kurde irakienne est un conflit armée de 1961 à 1970, entre l'Irak et la rébellion kurde conduite par Moustafa Barzani et le Parti démocratique du Kurdistan (PDK).

## Déroulement
En 1961, les relations entre le gouvernement et les Kurdes se dégradent : le régime ne satisfait pas aux revendications d'autonomie, administration en langue kurde et investissements publics au Kurdistan. Le général Qassem se rapproche des nassériens. En juillet 1961, un conflit local oppose le clan kurde des Zibari, soutenu par Bagdad, aux partisans de Moustafa Barzani ; les chefs Zibari, vaincus, se réfugient en Turquie. En septembre 1961, des soulèvements locaux inorganisés éclatent autour de Souleimaniye, où ils sont rapidement réprimés par l'armée, et autour d'Erbil, où les combats se prolongent jusqu'en décembre. Moustafa Barzani, avec une petite troupe de 660 partisans, s'établit dans la région de Zakho. En décembre 1961, le PDK, après avoir hésité devant la rupture, décide de prendre la tête de l'insurrection.
La direction politique de l'insurrection est compromise par l'incompréhension entre le général Barzani, chef militaire, et les « intellectuels » du PDK. Bien que le parti soit favorable à des réformes sociales, il retarde leur application pour ne pas entrer en conflit avec les chefs tribaux kurdes. Il arrive à préciser son programme d'autonomie. Bien qu'il ait établi des contacts avec l'URSS par l'intermédiaire des communistes irakiens et iraniens, il n'a aucun soutien à l'extérieur à l'exception des Kurdes iraniens qui assurent le ravitaillement du territoire insurgé en armes et en provisions.    
Les combattants kurdes appelés peshmergas (« Ceux qui vont au-devant de la mort ») constituent une « Armée révolutionnaire du Kurdistan » qui atteint 7 000 hommes à la fin de 1962. Endurants et disciplinés, ils repoussent plusieurs offensives gouvernementales. L'armée irakienne, affaiblie par les désertions de nombreux soldats kurdes, doit bientôt renoncer à s'engager dans les régions montagneuses et se contente de tenir les villes.
Le conflit est interrompu à plusieurs reprises par les coups d'état qui se succèdent à Bagdad. Le général Qassem est renversé le 8 février 1963 ; le nouveau gouvernement, dirigé par le maréchal autoproclamé Abdel Salam Aref et dominé par le parti Baas, se hâte de conclure une trêve avec les Kurdes qui durera jusqu'en juin 1963. Ayant consolidé sa situation intérieure par l'exécution de Qassem et par une dure répression contre les communistes, le gouvernement baasiste reprend la guerre contre le PDK en juin 1963. Il inaugure dès cette époque sa politique d'arabisation des régions kurdes en expulsant 40 000 habitants kurdes de la province de Kirkouk. La Syrie, gouvernée par la branche locale du parti Baas, envoie une brigade en soutien de l'armée irakienne dans la région de Zakho en octobre-novembre 1963. Mais Aref, par un nouveau coup d'état, se débarrasse de ses alliés baasistes en novembre 1963 et conclut une nouvelle trêve avec le PDK en avril 1964.
Le PDK exerce alors un pouvoir autonome de facto sur un territoire montagneux d'un million d'habitants, adossé aux frontières de Turquie et d'Iran, mais ne comprenant aucune ville importante ; il défendra ce bastion jusqu'en 1975.  
Le parti traverse alors une crise intérieure qui conduit à la scission : Jalal Talabani et Ibrahim Ahmad (en) rompent avec Moustafa Barzani en juillet 1964. La plupart des peshmergas, estimés entre 15 000 et 20 000  hommes, restent fidèles à Barzani et seulement un millier d'entre eux  rejoignent Talabani. En janvier 1966, Talabani et ses partisans se rallient au gouvernement de Bagdad : ils constituent une milice d'environ 2 000 hommes et, jusqu'au cessez-le-feu de mars 1970, participent aux combats contre leurs anciens frères d'armes du PDK.
En avril 1965, le maréchal Aref rouvre les hostilités. Mais l'armée irakienne, forte de 40 000 à 50 000 hommes, est incapable de venir à bout des peshmergas qui commencent à recevoir une aide matérielle discrète du shah d'Iran. Le maréchal Aref meurt dans un accident d'hélicoptère en avril 1966 ; il est remplacé par son frère, le général Abdul Rahman Aref qui, après une défaite des forces gouvernementales à la bataille du mont Hendrin (mai-juin 1966), conclut un cessez-le-feu avec les Kurdes le 29 juin 1966.   
Le 17 juillet 1968, le général Aref est renversé par un nouveau coup d'état baasiste qui porte au pouvoir le général Ahmad Hasan al-Bakr. Des affrontements locaux opposent les Kurdes aux forces gouvernementales et le cessez-le-feu est finalement rompu en janvier 1969. Le 1er mars 1969, les peshmergas conduisent un raid sur les installations de l'Iraq Petroleum Company à Kirkouk, interrompant pour plusieurs semaines les exportations pétrolières de l'Irak. À partir de septembre 1969, des unités de l'armée iranienne viennent appuyer les peshmergas en territoire irakien.  

## Accord de paix
L'épuisement des deux parties les amène à ouvrir des négociations secrètes. En janvier 1970, le vice-président irakien Saddam Hussein vient rencontrer le général Barzani à son quartier général de Nawperdan. Le conflit se conclut par un accord en 15 points entre le régime baasiste et le PDK, signé le 11 mars 1970.
L'accord du 11 mars, accueilli avec enthousiasme par les Kurdes, semble consacrer leur intégration dans l’État irakien. Ils obtiennent la reconnaissance du caractère binational de Irak, les Kurdes (2 millions) partageant le pouvoir avec les Arabes (7 millions) ; la nomination d'un vice-président kurde ; la légalisation du PDK ; la création d'une région kurde dont les limites restent à définir ; l'usage de la langue kurde dans l'administration régionale et dans l'enseignement ; la non-dissolution des peshmergas et, à terme, la création d'une section kurde dans l'armée irakienne. Trois gouverneurs kurdes sont nommés à Dahuk, Erbil et As-Sulaymaniya, et cinq ministres kurdes au gouvernement. 
Cependant, l'application de l'accord rencontre des difficultés : le recensement qui devait avoir lieu dans un délai de 6 mois est indéfiniment reporté, laissant en suspens le statut de Kirkouk, province revendiquée par les Kurdes. La nomination d'un vice-président kurde est également reportée, Mohammed Habib Karim, candidat du PDK, étant refusé par Bagdad à cause de ses origines iraniennes. Le régime continue sa politique d’implantation de peuplement arabe autour de Kirkouk et Sinjar tout en refusant la citoyenneté irakienne aux Kurdes Feyli (Kurdes chiites d'origine iranienne) qui seront expulsés d'Irak en septembre 1971. Le 29 septembre 1971, Moustafa Barzani échappe à une tentative d'assassinat au moyen d'engins explosifs portés par une délégation venue de Bagdad.
En même temps, le rapprochement du régime irakien avec l'Union soviétique (en), entériné par un traité de coopération le 8 avril 1972, incite le shah d'Iran, les services israéliens et la CIA à renforcer leur aide aux Kurdes et à les doter d’armement lourd. La guerre israélo-arabe d'octobre 1973, à laquelle participe l'Irak, vient retarder la rupture entre les Kurdes irakiens et Bagdad. Mais les négociations sur l'autonomie et le statut de Kirkouk sont dans l'impasse et, en avril 1974, Saddam Hussein remanie son gouvernement pour remplacer les cinq ministres kurdes par d'autres Kurdes plus dociles. Le 11 mars 1974, il publie une « loi d'autonomie » qui annule en fait les concessions promises aux Kurdes.